# Heinrich Wilhelm Grauert
Heinrich Wilhelm Grauert, född 25 mars 1804 av tyska föräldrar i Amsterdam, död 10 januari 1852, var en tysk historiker.
Grauert blev 1827 extra ordinarie och 1836 ordinarie professor i historia i Münster. Han utgav 1837-1842 i två band sitt förnämsta verk, Christina, Königin von Schweden und ihr Hof, och kallades 1850 till professor i historia i Wien.